# Parda (pera)
Parda, es el nombre de una variedad cultivar de pera europea Pyrus communis. Esta pera está cultivada en la colección de la Estación Experimental Aula Dei (Zaragoza). Esta pera también está cultivada en diversos viveros entre ellos algunos dedicados a conservación de árboles frutales en peligro de desaparición. Esta pera variedad muy antigua es originaria de España, en la isla de El Hierro y en la isla de Tenerife (comunidad autónoma de Islas Canarias), y tuvo su mejor época de cultivo comercial antes de la década de 1960, y actualmente en menor medida aún se encuentra.

## Sinonimia
- "Parda 967".[1]

## Historia
En España 'Parda' está considerada incluida en las variedades locales autóctonas muy antiguas, cuyo cultivo se centraba en comarcas muy definidas. Se caracterizaban por su buena adaptación a sus ecosistemas y podrían tener interés genético en virtud de su adaptación. Se encontraban diseminadas por todas las regiones fruteras españolas, aunque eran especialmente frecuentes en la España húmeda. Estas se podían clasificar en dos subgrupos: de mesa y de cocina (aunque algunas tenían aptitud mixta).
'Parda' es una variedad clasificada como de mesa, se utiliza también en la cocina, difundido su cultivo en el pasado por los viveros comerciales y cuyo cultivo en la actualidad se ha reducido a huertos familiares y jardines privados.

## Características
El peral de la variedad 'Parda' tiene un vigor medio; florece a finales de abril; tubo del cáliz en embudo irregular con conducto muy largo, estrecho en la entrada, ensanchándose hacia el corazón, llegando hasta el centro de éste, pistilos muy cortos que llegan solamente hasta la mitad del conducto.
La variedad de pera 'Parda' tiene un fruto de tamaño medio; forma esferoidal o turbinada aplastada, generalmente asimétrica, contorno muy irregular; piel parcial o totalmente ruginoso-"russeting", en el primer caso el fondo liso y brillante; color de fondo amarillo dorado con zonas rojizas, parcial o totalmente recubierto de una capa ruginosa-"russeting" color cobrizo, no muy áspera, a su vez enteramente recubierta de un punteado grande y tupido, muy basto, de color bastante más claro y sustituido en la cavidad del ojo por ligera maraña formando un cuarteado, "russeting" (pardeamiento áspero superficial que presentan algunas variedades) muy alto; pedúnculo medio o largo, de grosor medio, ligeramente ensanchado y carnoso en la base, ruginoso rojizo con abundantes lenticelas blanquecinas, recto o ligeramente curvo, implantado generalmente oblicuo y ladeado, rara vez derecho o centrado; cavidad peduncular nula o limitada a un pequeño repliegue a un lado de la base del pedúnculo; cavidad calicina de anchura amplia y superficial o nula, en ambos casos el ojo está circundado por una prominencia mas o menos regular que a veces queda al nivel del borde de la cavidad y otras lo sobrepasa, el borde de la cavidad es ondulado e irregular; ojo grande o medio, semicerrado o abierto; sépalos coriáceos, erectos o ligeramente convergentes.
Carne de color amarillento; textura mantecosa, ligeramente granulosa junto al corazón; sabor dulce, aromático, amoscatelado, muy bueno; corazón de tamaño pequeño, irregular, mal delimitado. Eje muy corto, ancho, hueco, lanoso en su interior. Celdillas elíptico-redondeadas. Semillas de tamaño medio, puntiagudas, muy espolonadas, de color castaño muy oscuro.
La pera 'Parda' tiene una maduración durante el otoño, en octubre (en E. E. Aula Dei de Zaragoza). Aguanta en buenas condiciones un mes de almacenamiento en un ambiente refrigerado. Se usa como pera de mesa fresca, en cocina, y en la elaboración de perada.